# نويل تشانس
نويل تشانس (بالإنجليزية: Noel Chance)‏ هو مدرب خيول أيرلندي، ولد في 18 ديسمبر 1951.